# Landwarów
Landwarów (lit. Lentvaris) – miasto na Litwie, w okręgu wileńskim (odległość do Wilna – 18 km), rejonie trockim (do Trok – 9 km), siedziba gminy Landwarów. Obecnie najludniejsze miasto w rejonie trockim.
W mieście działa Polskie Gimnazjum im. Henryka Sienkiewicza.
W mieście rozwinął się przemysł metalowy oraz dywanowy.

## Historia
Początki osadnictwa na tym terenie datują się od XI–XII w. W miejscu obecnego Landwarowa wcześniej funkcjonowała osada Pietuchowo. Dzisiejsza nazwa ma pochodzenie niemieckie i wywodzi się prawdopodobnie ze słów „Land” (ziemia, kraj) i „Warte” (warta, straż). Znane są różne jej wersje: Littawarów, Liutawarow, Litavoriškes, Lietuwaryszki, Landwerow, Landwerów oraz Landvare.

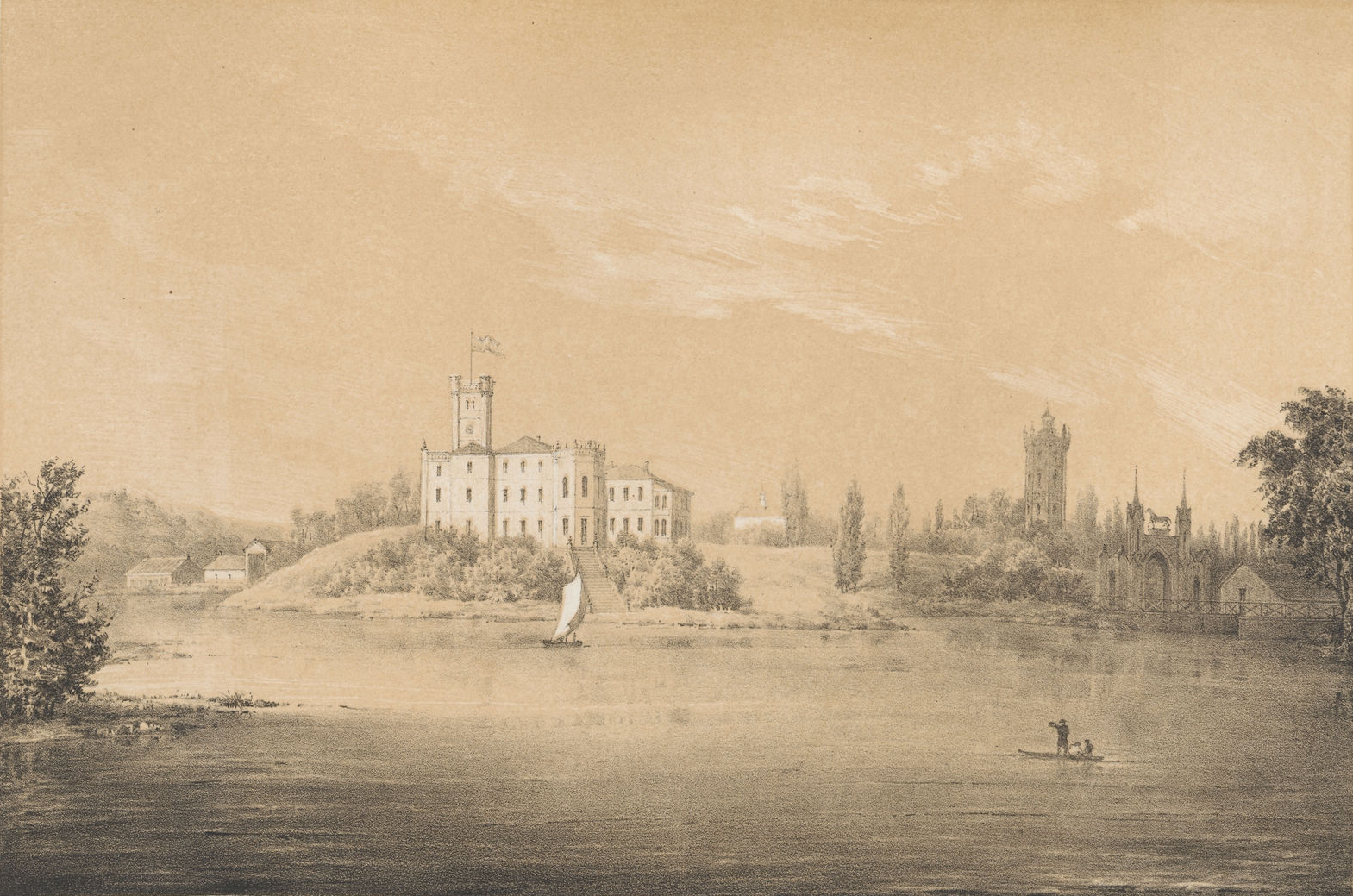
Landwarów ok. 1876 r. (N. Orda)

Ziemie te często zmieniały właścicieli – ówczesne Lietuwaryszki należały m.in. do rodzin Kuncewiczów, Sapiehów, Naruszewiczów, do wileńskiego zakonu benedyktynów, Chodkiewiczów, Francuzewiczów, Hryniewiczów, Dąbrowskich. W 1850 nabył je Józef Tyszkiewicz wraz z małym zamkiem z XVII wieku oraz 4 folwarkami (Karpiówką, Pietuchowem, Raczkunami i Ustroniem). Zmienił wtedy nazwę Pietuchowa na Landwarów, a dotychczasową nazwą zaczęto określać inną osadę w okolicy.
W 1862 r. przez miasto poprowadzona została Kolej Warszawsko-Petersburska łącząca Wilno z Warszawą przez Grodno. Ze stacji Landwarów odchodziła odnoga linii prowadzącą z Wilna przez Kowno do wsi Kibarty koło Wierzbałowa na granicą z Prusami, gdzie stykała się z kończącą się w sąsiednich Ejdkunach Pruską Koleją Wschodnią prowadzącą dalej do Królewca.
Do 1927 r. siedziba gminy Landwarowo w województwie wileńskim. Przed II wojną światową na tym terenie dominowała ludność polska.
Po agresji ZSRR na Polskę w 1939 r. Landwarów przekazano Litwie, w latach 1940–1941 włączono do Związku Radzieckiego, 1941–1944 pod okupacją niemiecką, 1944–1991 ponownie w granicach ZSRR, od 1990 należy do Republiki Litewskiej.
W okresie po II wojnie światowej i utracie miasta przez Polskę do 1 listopada 1946 z rejonu landwarowskiego wysiedlono ok. 5,5 tys. Polaków i przeniesiono na ziemie mieszczące się w obecnych granicach Polski, natomiast ok. 6,3 tys. zarejestrowanych do przesiedlenia Polaków pozostało w rejonie landwarowskim. Według danych litewskich w 2011 Polacy stanowili 25,75% mieszkańców Landwarowa.
Prawa miejskie Landwarów otrzymał w 1949, herb w 2001 r.
W latach 1953–1993 w najbliższej okolicy mieściła się baza rakietowa Armii Czerwonej.

## Zabytki

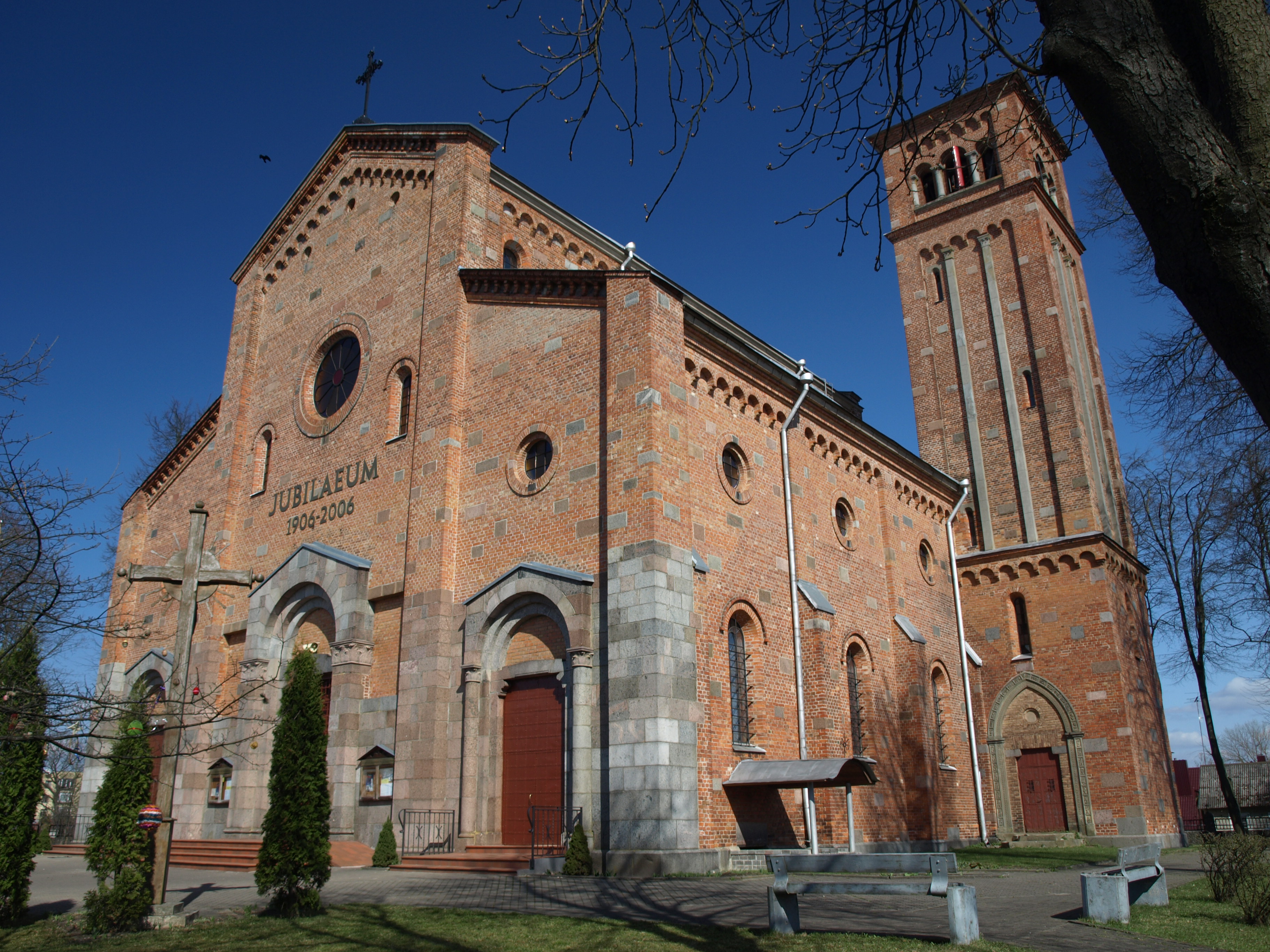
Kościół Zwiastowania Najświętszej Maryi Panny

- ufundowany przez rodzinę Tyszkiewiczów Kościół Zwiastowania Najświętszej Maryi Panny, zbudowany w latach 1910–1935 w stylu romańsko-lombardzkim, wzorowany na kościele Santa Maria delle Grazie w Mediolanie
- pałac Tyszkiewiczów z 1885, zaprojektowany przez Tadeusza Marię Rostworowskiego we współpracy z belgijskim architektem de Waegh[5], w którym w 1919 gościł nuncjusz papieski, Achilles Ratti, późniejszy papież Pius XI. W 1957 w pałacu ulokowano fabrykę dywanów (AB Kilimai)
- nieopodal ruiny zameczku z XVII wieku, pierwszej siedziby rodziny Tyszkiewiczów, w którym w 1858 gościł przyszły cesarz Aleksander III

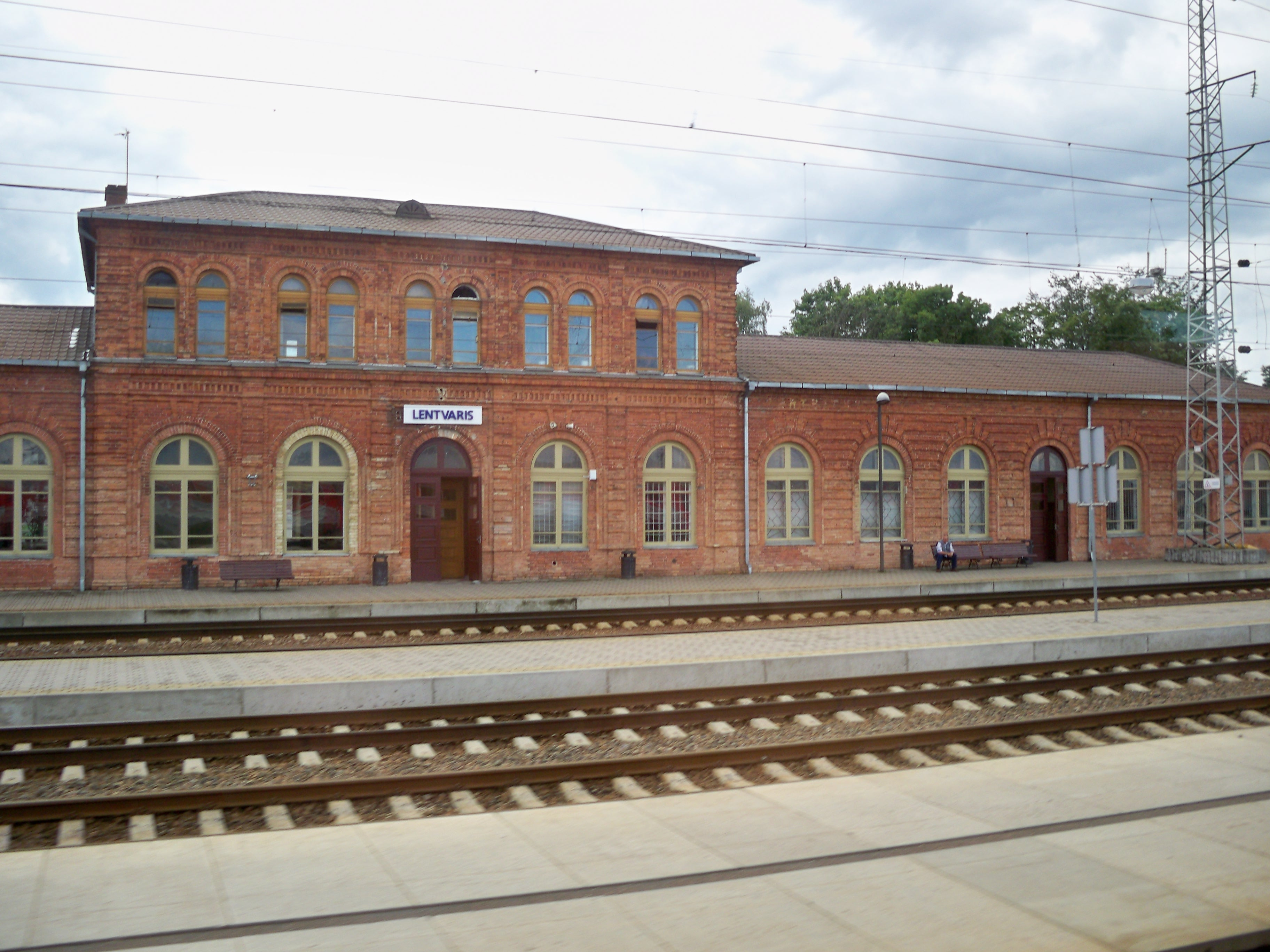
Dworzec kolejowy

## Osoby związane z Landwarowem
- Eugenia Bujak – polska kolarka szosowa
- Stanisław Lenartowicz – polski reżyser i scenarzysta filmowy. Jeden z twórców polskiej szkoły filmowej
- Ewa Ostrowska – polska pisarka i dziennikarka
- Bożena Porzyńska – polska śpiewaczka operowa
- Igor Przegrodzki – polski aktor filmowy i teatralny
- Władysław Tyszkiewicz – polski ziemianin, arystokrata, właściciel Pałacu Tyszkiewiczów w Landwarowie
- Adela Winiarska-Skrzynecka – polska śpiewaczka operowa, profesor, zasłużona działaczka kultury
- Teresa Żylis-Gara – polska śpiewaczka operowa

## Miasta partnerskie
- Wronki, Polska
- Orneta, Polska